# Бессарабка (Миколаївський район)
Бессара́бка — (в минулому  — Ольгенфельд) — село в Україні, у Коблівській сільській громаді Миколаївського району Миколаївської області. Населення становить 184 особи.

## Населення

### Мова
Розподіл населення за рідною мовою за даними перепису 2001 року:
| Мова       | Кількість | Відсоток |
| ---------- | --------- | -------- |
| українська | 163       | 88.59%   |
| російська  | 20        | 10.87%   |
| болгарська | 1         | 0.54%    |
| Усього     | 184       | 100%     |